# Christian Wiman
Christian Wiman est un éditeur et poète américain né en 1966 et qui a grandi dans la région de l'Ouest du Texas. Il est diplômé de Washington and Lee University et a enseigné à l'université Northwestern, l'université Stanford, Lynchburg College (en) en Virginie et à Prague School of Economics. En 2003 il est devenu l'éditeur de Poetry, la plus ancienne revue américaine de poésie en vers.

## Biographie
Son premier livre de poèmes, The Long Home obtient le Prix Nicolas Roerich. Ambition and Survival: Becoming a Poet parait en 2007, The New York Times Sunday Book Review en fait la recension : « Une collection d'essais personnels et de critiques en prose d'une large diversité : lire Le Paradis perdu au Guatemala, souvenirs d'épisodes violents de la jeunesse du poète, voyage en Afrique avec un père excentrique, aussi bien qu'une série d'essais pertinents sur les poètes, la poésie, et la place du poète dans nos vies. Le livre se termine avec le diagnostic d'un cancer rare, et une déclaration réaliste de ce que signifie - pour un poète et un artiste - de devoir être confronté à la mort ».En 2010 le poète et critique littéraire Dan Chiasson élit Every Riven Thing paru la même année, comme un des meilleurs livres de poésie de l'année.
Les poèmes, critiques et essais personnels de Christian Wiman paraissent fréquemment dans des revues comme The Atlantic Monthly, Harper’s, The New York Times Book Review et The New Yorker.Clive James a décrit ces poèmes comme étant « Pressants en étant lus à haute voix, dans un sens où beaucoup ne sont pas inébranlables. Ses rimes et sauts de lignes sont tous placés attentivement afin de donner du sens au rythme, rendant chaque chose dramatique, non pas si fortement, mais d'une manière mesurée, racontant ainsi une histoire idéale à chaque fois » . Christian Wiman vit à Chicago.

## Œuvres

### Poésie
Recueils
- The Long Home - 1998 - Copper Canyon Press (en), 2007.
- Hard Night, Copper Canyon Press, 2005.
- Every Riven Thing, Farrar, Straus and Giroux, 2010.

Anthologies
- H.L. Hix, New Voices: Contemporary Poetry from the United States, Irish Pages, 2008 (ISBN 9780954425791)

### Essai
- Ambition and Survival: Becoming a Poet, Copper Canyon Press, 2007.

## Source
- (en) Cet article est partiellement ou en totalité issu de l’article de Wikipédia en anglais intitulé « Christian Wiman » (voir la liste des auteurs).